# Richard J. Arens
Pour les articles homonymes, voir Richard Arens et Arens.
 (octobre 2017).
Si vous disposez d'ouvrages ou d'articles de référence ou si vous connaissez des sites web de qualité traitant du thème abordé ici, merci de compléter l'article en donnant les références utiles à sa vérifiabilité et en les liant à la section « Notes et références ».
Richard J. Arens (de son vrai nom Richard Arens Joseph) est un réalisateur haïtien né le 20 septembre 1975 à Port-au-Prince. Sa mère, morte lorsqu'il avait onze ans, lui a laissé comme héritage l'amour du cinéma, qu'il a partagé avec son frère cadet Fritz-Gérald Emmanuel Joseph, plus connu sous le nom de Fritz-Gérald J. Emmy.
C'est avec Alelouya (2004) que Richard fait ses premiers pas au cinéma, il enchaînera tout de suite avec Chomeco, une autre comédie, suivie d'un drame, My name is..., et le tout dernier Show kola, sorti en salle le 14 février 2008.
Richard s'est installé aux États-Unis depuis mars 2007, il étudie le cinéma au Art Institute of New York City.

## Filmographie
- 2005 : Alelouya
- 2007 : Chomeco
- 2007 : My Name Is
- 2008 : Show Kola (Video)
- 2010 : Haiti Cherie: Wind of Hope